# Le Grand Chariot
Pour plus de détails, voir Fiche technique et Distribution.
Le Grand Chariot est un film franco-suisse réalisé par Philippe Garrel, sorti en 2023.
Dans ce film, le réalisateur réunit pour la première fois ses trois enfants, dont Louis Garrel. Selon le réalisateur, ce film met en scène la « désagrégation d’une compagnie d’artistes marionnettistes », ce qui est une « métaphore d’un monde où meurent les traditions »,.

## Synopsis
Le film raconte l'histoire d'une famille : trois enfants — interprétés par les trois enfants du réalisateur — forment une troupe de marionnettistes sous la direction de leur père, jusqu'au jour où ce dernier meurt. Les trois enfants sont alors livrés à eux-mêmes,.

## Fiche technique
Sauf indication contraire, les informations mentionnées dans cette section peuvent être confirmées par les bases de données cinématographiques IMDb et Allociné,  présentes dans la section « Liens externes ».
- Titre original et français : Le Grand Chariot
- Réalisation : Philippe Garrel
- Scénario : Jean-Claude Carrière, Caroline Deruas, Philippe Garrel et Arlette Langmann
- Musique : Jean-Louis Aubert
- Costumes : Justine Pearce
- Photographie : Renato Berta
- Montage : Yann Dedet
- Sociétés de production : Rectangle Productions, Close Up Films, Arte France Cinéma (coproduction)
- Sociétés de distribution : Ad Vitam (France), Goodfellas (International)
- Budget : 2,8 millions d'€
- Pays de production :  France,  Suisse
- Format : couleur — 1,85:1 — son 5.1
- Genre : drame
- Durée : 95 minutes
- Dates de sortie :
  - Allemagne : 21 février 2023 (Berlinale 2023)
  - France : 13 septembre 2023

## Distribution
Sauf indication contraire, les informations mentionnées dans cette section peuvent être confirmées par la base de données cinématographiques Allociné,  présente dans la section « Liens externes ».
- Louis Garrel : Louis
- Esther Garrel : Martha
- Lena Garrel : Lena
- Damien Mongin : Pieter
- Mathilde Weil : Hélène
- Asma Messaoudene : Laure
- Francine Bergé : Gabrielle, la grand-mère
- Aurélien Recoing : Simon, le père
- Thierry de Peretti : le réalisateur de théâtre
- Laetitia Spigarelli : la narratrice (voix)

## Production
Les toiles attribuées à Pieter sont des copies d’œuvres de Jean-Michel Albérola.

## Accueil
Longtemps annoncé pour une sortie en France au 8 mars 2023, la société de distribution Ad Vitam avance, en mai de la même année, la date du 6 septembre 2023 pour la projection du long-métrage dans les salles obscures.

## Distinction
- Berlinale 2023 : Ours d'argent de la meilleure réalisation pour Philippe Garrel[7]